# Calicalicus
Calicalicus är ett fågelsläkte i familjen vangor inom ordningen tättingar: Släktet omfattar två arter som förekommer på Madagaskar:
- Rödstjärtad vanga (C. madagascariensis)
- Rödskuldrad vanga (C. rufocarpalis)